# Aoyama Naoaki
Naoaki Aoyama (青山 直晃 Aoyama Naoaki, sinh ngày 18 tháng 7 năm 1986) là một cầu thủ bóng đá người Nhật Bản. Anh hiện tại thi đấu cho Thai team Muangthong United.
Sau khi tốt nghiệp trung học school năm 2004, Aoyama ký hợp đồng chuyên nghiệp với Shimizu S-Pulse năm tiếp theo và trở thành cầu thủ ra sân thường xuyên cho đội bóng.

## Thống kê câu lạc bộ
| Thành tích câu lạc bộ | Thành tích câu lạc bộ | Thành tích câu lạc bộ            | Giải vô địch | Giải vô địch | Cúp     | Cúp       | Cúp Liên đoàn | Cúp Liên đoàn | Châu lục | Châu lục  | Tổng cộng | Tổng cộng |
| Mùa giải              | Câu lạc bộ            | Giải vô địch                     | Số trận      | Bàn thắng    | Số trận | Bàn thắng | Số trận       | Bàn thắng     | Số trận  | Bàn thắng | Số trận   | Bàn thắng |
|                       |                       |                                  | Giải vô địch | Giải vô địch | Cup     | Cup       | League Cup    | League Cup    | Châu lục | Châu lục  | Tổng cộng | Tổng cộng |
| --------------------- | --------------------- | -------------------------------- | ------------ | ------------ | ------- | --------- | ------------- | ------------- | -------- | --------- | --------- | --------- |
| 2005                  | Shimizu S-Pulse       | J1 League                        | 6            | 2            | 5       | 0         | 1             | 0             | -        | -         | 12        | 2         |
| 2006                  | Shimizu S-Pulse       | J1 League                        | 29           | 0            | 1       | 0         | 2             | 0             | -        | -         | 32        | 0         |
| 2007                  | Shimizu S-Pulse       | J1 League                        | 30           | 1            | 3       | 2         | 3             | 0             | -        | -         | 36        | 3         |
| 2008                  | Shimizu S-Pulse       | J1 League                        | 33           | 1            | 3       | 0         | 9             | 0             | -        | -         | 45        | 1         |
| 2009                  | Shimizu S-Pulse       | J1 League                        | 23           | 1            | 0       | 0         | 9             | 1             | -        | -         | 32        | 2         |
| 2010                  | Shimizu S-Pulse       | J1 League                        | 0            | 0            | 0       | 0         | 0             | 0             | -        | -         | 0         | 0         |
| 2011                  | Yokohama F. Marinos   | J1 League                        | 10           | 0            | 0       | 0         | 4             | 1             | -        | -         | 14        | 1         |
| 2012                  | Yokohama F. Marinos   | J1 League                        | 7            | 0            | 0       | 0         | 4             | 0             | -        | -         | 11        | 0         |
| 2013                  | Ventforet Kofu        | J1 League                        | 29           | 2            | 1       | 0         | 0             | 0             | -        | -         | 30        | 2         |
| 2014                  | Ventforet Kofu        | J1 League                        | 30           | 2            | 0       | 0         | 5             | 0             | -        | -         | 30        | 2         |
| 2015                  | Muangthong United     | Giải bóng đá Ngoại hạng Thái Lan | 29           | 1            | 6       | 0         | 2             | 0             | -        | -         | 37        | 1         |
| 2016                  | Muangthong United     | Giải bóng đá Ngoại hạng Thái Lan | 17           | 1            | 2       | 0         | 3             | 0             | 2        | 0         | 22        | 1         |
| 2017                  | Muangthong United     | Giải bóng đá Ngoại hạng Thái Lan | 9            | 0            | 0       | 0         | 0             | 0             | 5        | 0         | 14        | 0         |
| Tổng cộng sự nghiệp   | Tổng cộng sự nghiệp   | Tổng cộng sự nghiệp              | 252          | 11           | 21      | 2         | 42            | 2             | 7        | 0         | 315       | 15        |

## Danh hiệu
Muangthong United
- Giải bóng đá Ngoại hạng Thái Lan
  - Vô địch (1): 2016
  - Á quân (1):  2015
- Cúp Hiệp hội Bóng đá Thái Lan
  - Á quân (1): 2015
- Cúp Hoàng gia Kor
  - Á quân (1): 2016
- Cúp Liên đoàn Bóng đá Thái Lan
  - Vô địch (2): 2016, 2017
- Thailand Champions Cup
  - Vô địch (1): 2017
- Giải bóng đá vô địch các câu lạc bộ sông Mê Kông
  - Vô địch (1): 2017